# Rotes Rathaus (Berlins tunnelbana)
Rotes Rathaus är en tunnelbanestation som öppnade 4 december 2020 i centrala Mitte, Berlin och som ligger framför Rotes Rathaus och nära Nikolaiviertel. Det är en station på linje U5 och är en del av U5:s förlängning från Alexanderplatz till Hauptbahnhof. Tidigare slutade linje U5 vid Alexanderplatz. En nedre våning finns med spår byggda för linje U10, men som används som uppställningsplats för tåg. Arkitekten gjorde pelare som liknar jättelika svampar. 

## Bilder

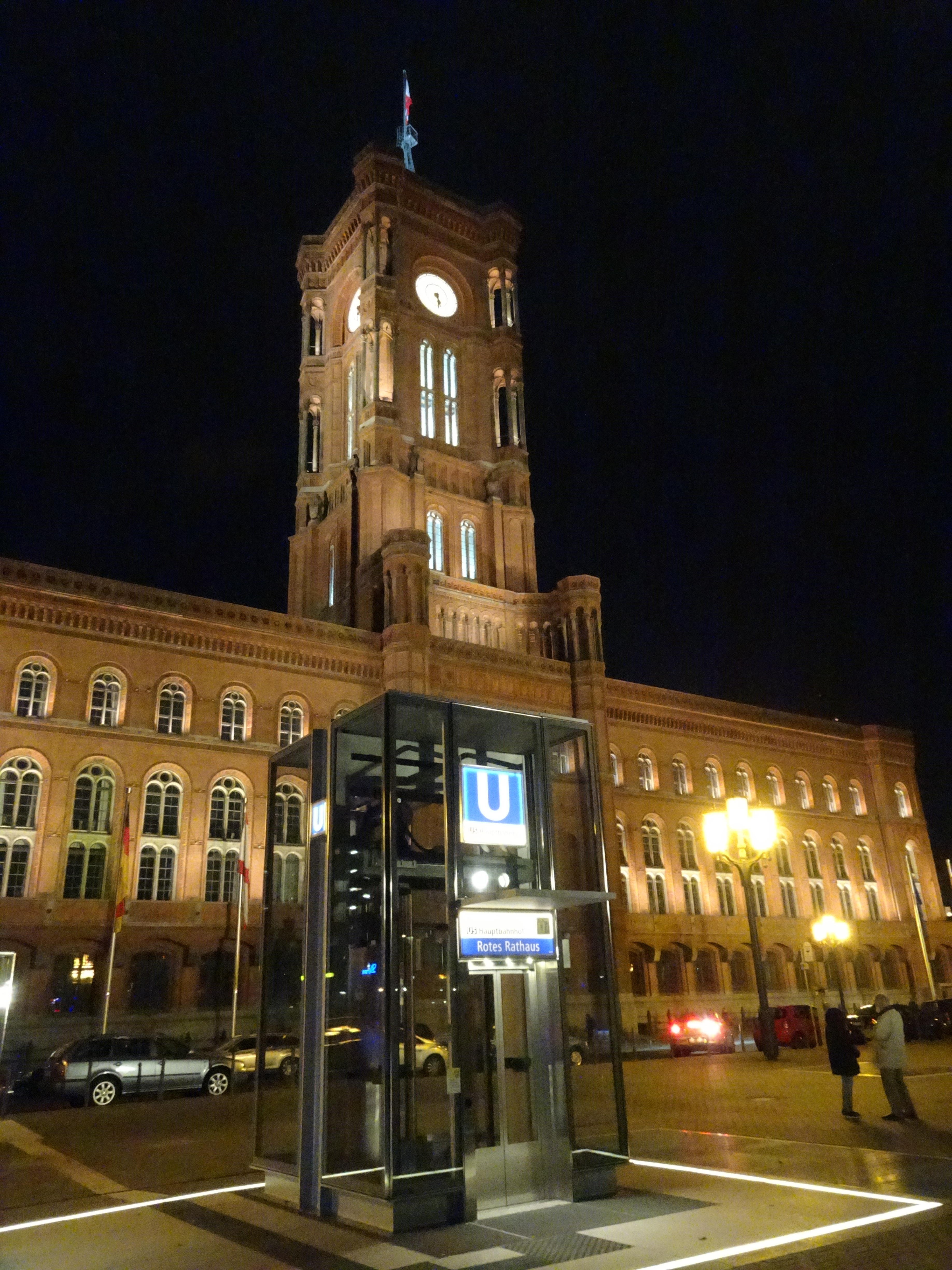
Rotes Rathaus
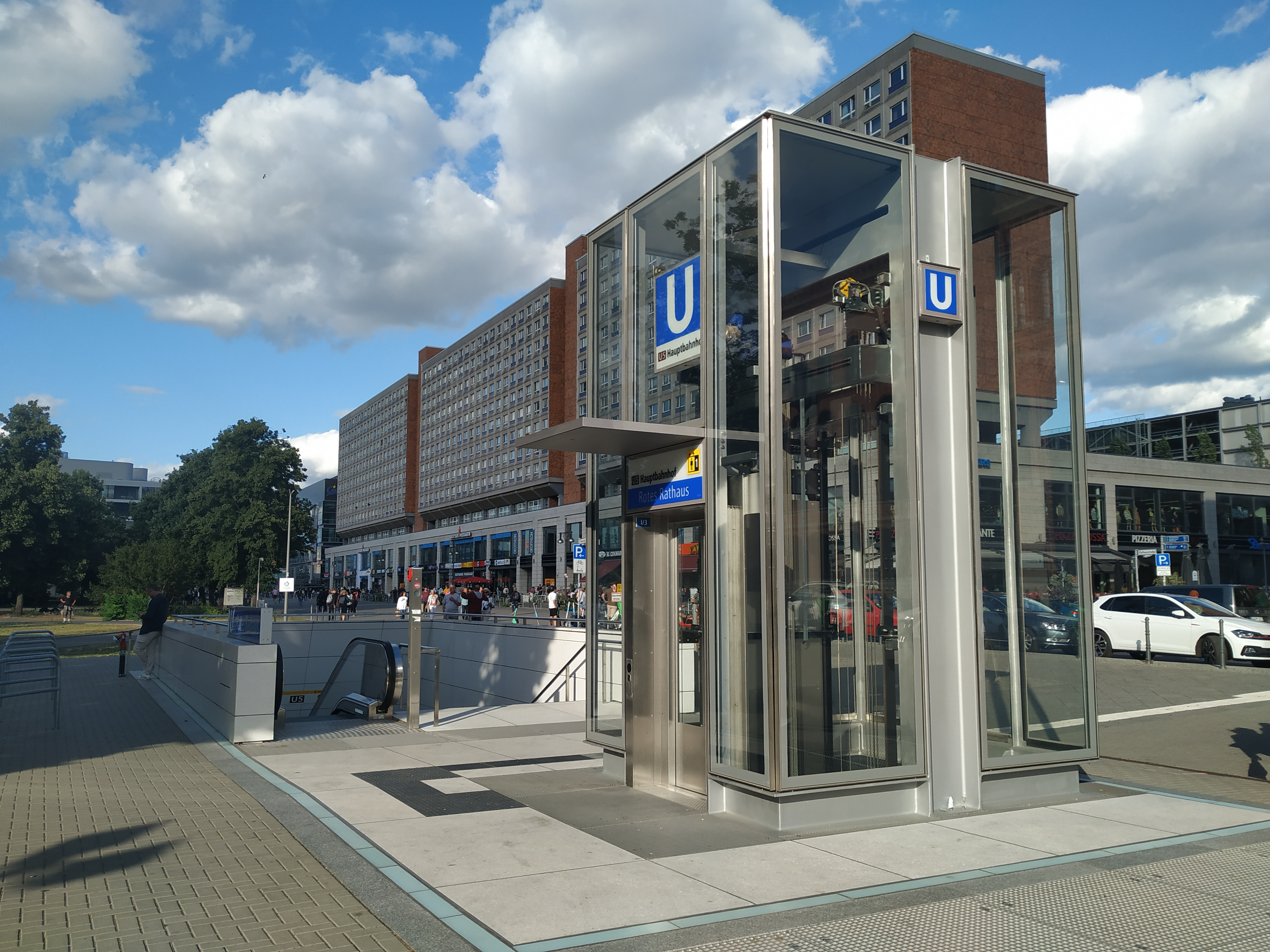
Ingång
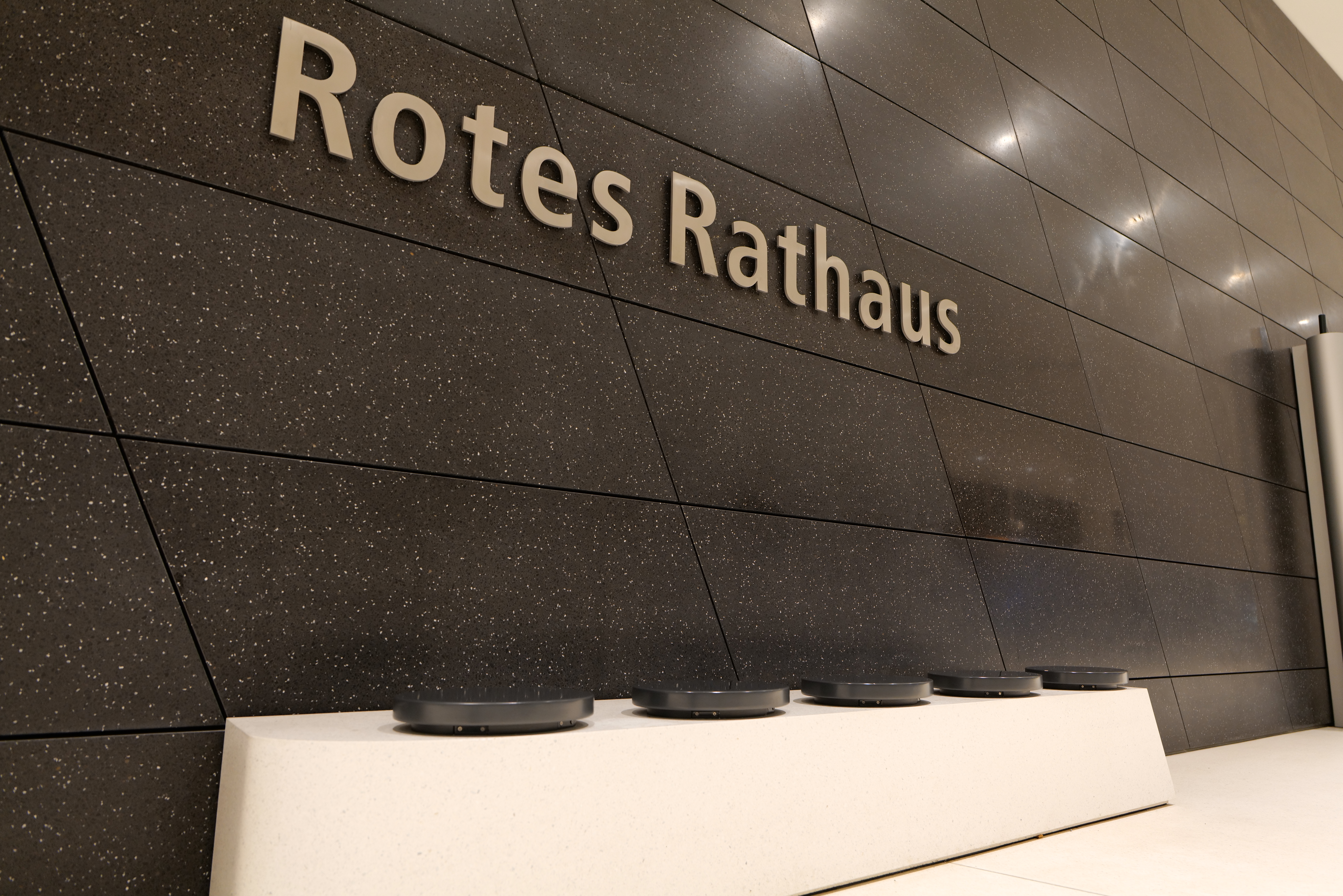
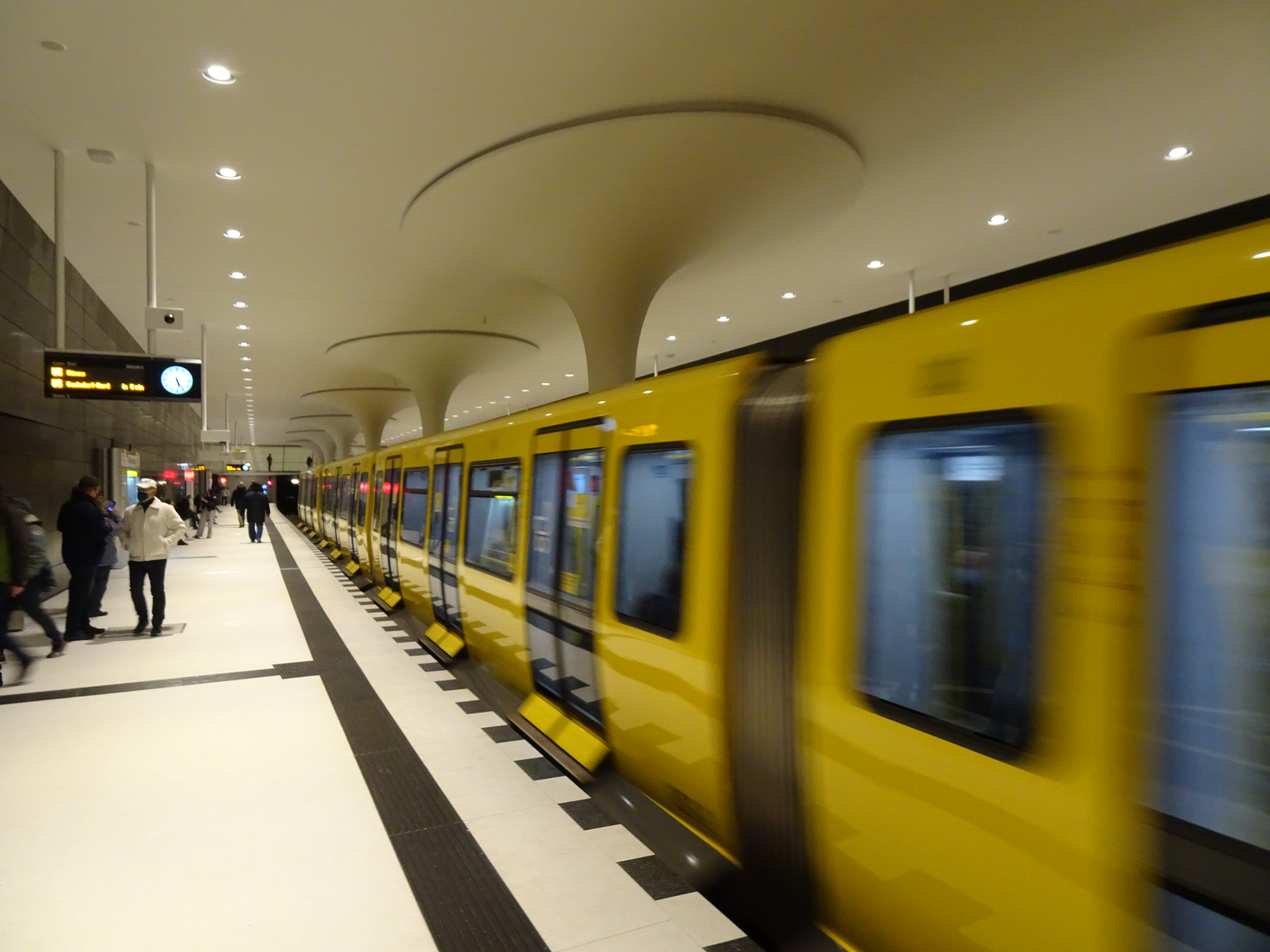
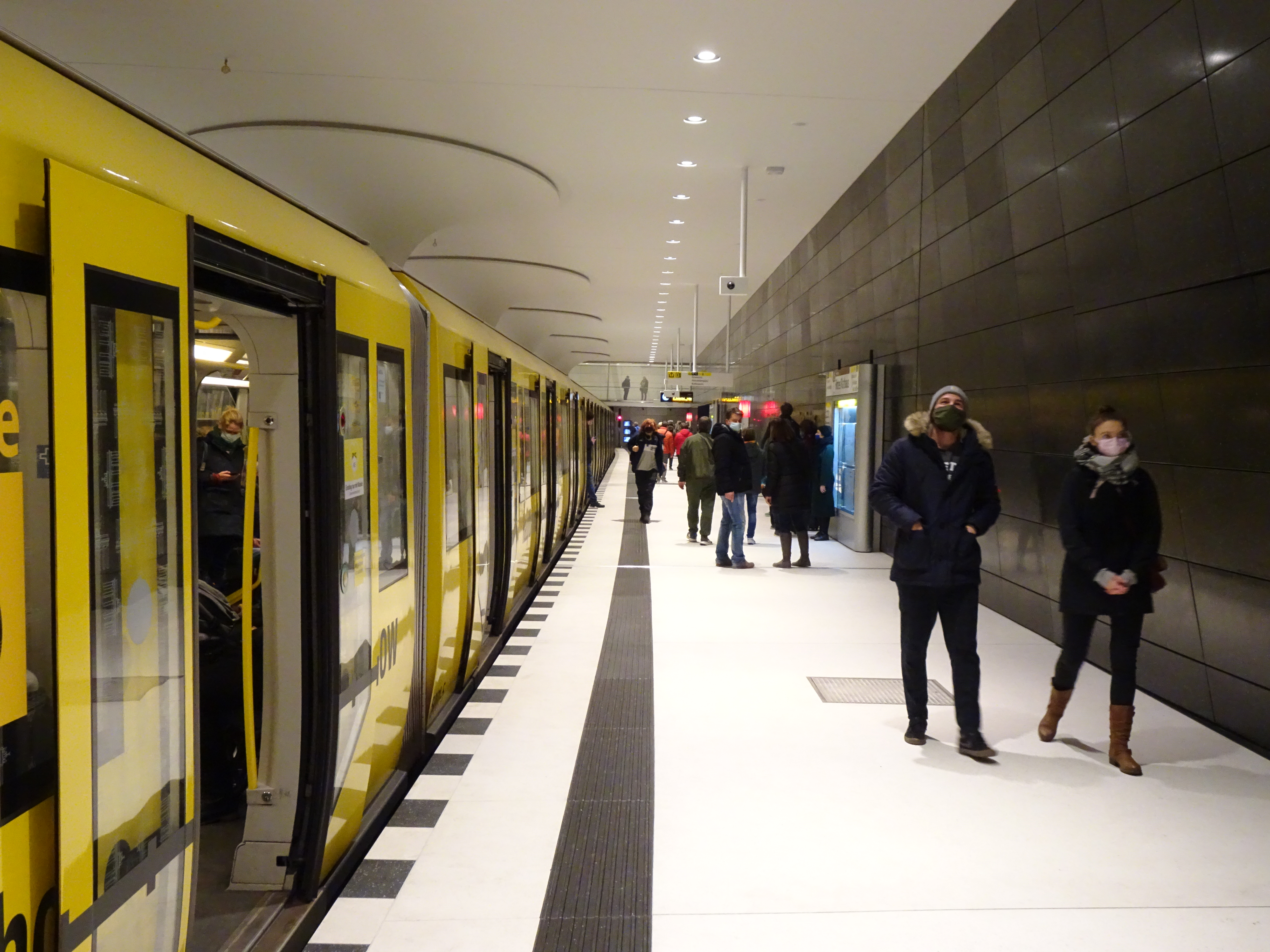
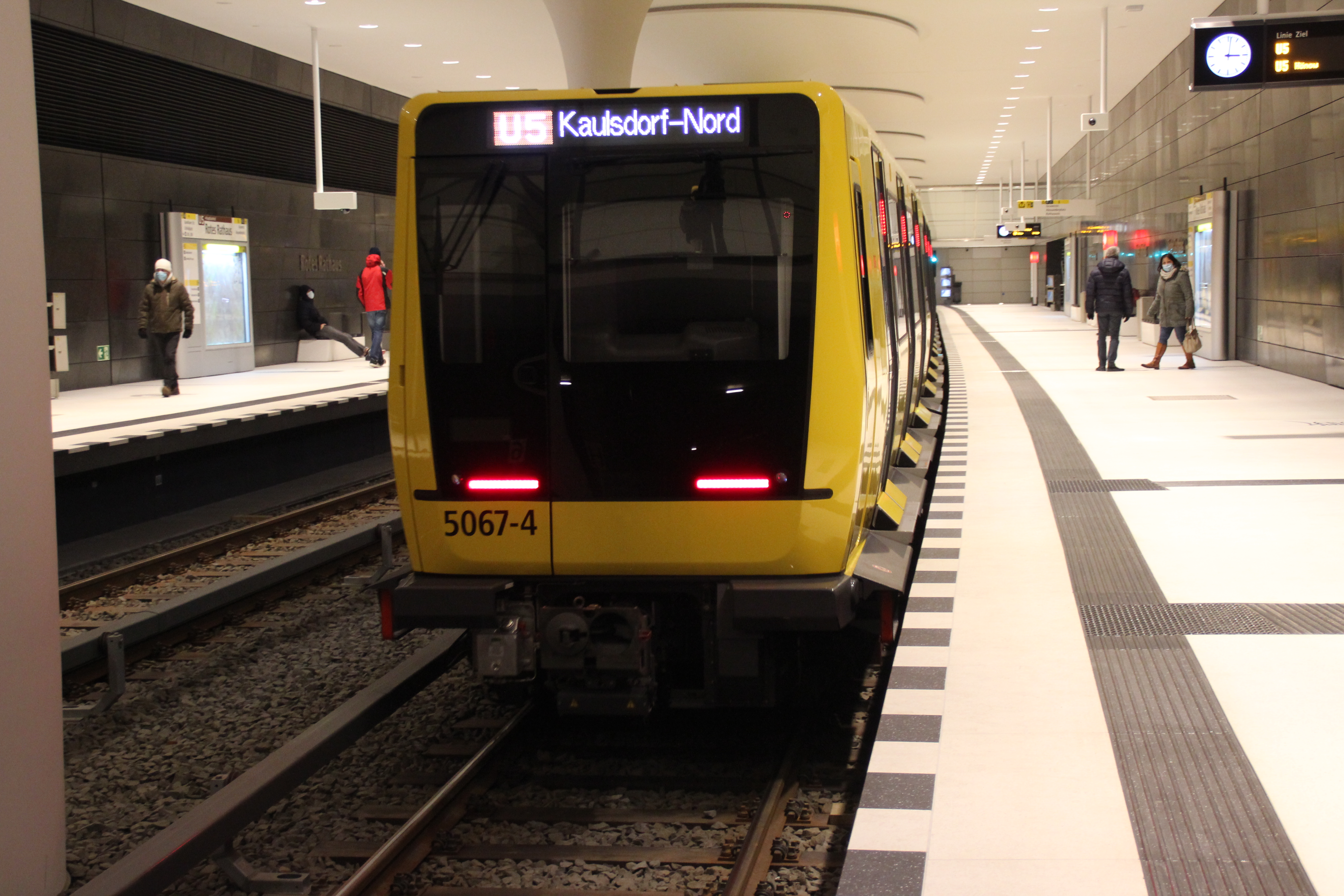